# 킴 졸시액
킴 졸시액(Kim Zolciak, 1978년 5월 19일 ~ )은 미국의 방송 유명인, 가수이다. 리얼리티 프로그램 《더 리얼 와이브즈 오브 애틀랜타》(The Real Housewives of Atlanta)를 통해 이름을 알렸다.